# Réal Couture
Réal Couture est un homme de théâtre témiscamien né à Verdun en 1948 et ayant grandi à La Sarre [réf. souhaitée]. Son implication dans son milieu d'adoption, Ville-Marie au Témiscamingue, s'inscrit dans différents secteurs d'activités liés à la vie socioculturelle. Cette implication a traversé les frontières de sa région, de sa province, de son pays. Sa contribution à son milieu a été saluée par plusieurs prix ou honneurs.

## Parcours
Réal Couture a d'abord été enseignant à la Commission scolaire du Lac-Témiscaminguedès 1970 et ce jusqu'en 1974, moment où il est devenu animateur multimédia. Son implication syndicale débute en 1975, alors qu'il est devenu directeur du district Lac-Témiscamingue pour le Syndicat des travailleurs de l’enseignement du Nord-Ouest Québécois devenu Syndicat de l'enseignement de l'Ungava et de l'Abitibi-Témiscamingue. Il a occupé différents sièges à l'intérieur de ce syndicat, dont celui de président de 1979 à 1981. Il est revenu à l'enseignement en 1981 jusqu'au moment de sa retraite en 2003.
Réal Couture a publié un premier livre, 50 ans de dynamisme culturel au Témiscamingue 1970-2019, en mai 2022. Il en a fait le lancement lors du 46e Salon du livre de l'Abitibi-Témiscamingue . 

## Théâtre
Son implication en théâtre s'est inscrite à différents niveaux dans sa vie.

### Milieu scolaire
À titre de responsable des activités culturelles de 1984 à 2003 à l'école secondaire Marcel-Raymond située à Lorrainville, Réal Couture a principalement contribué à la planification et à l'organisation d'une vingtaine de pièces de théâtre dans un cadre parascolaire. Sa réalisation d'une douzaine de spectacles de Noël a permis de recueillir des fonds pour les plus démunis. En plus d'avoir mis sur pied une ligue d'improvisation qui s'est mérité une médaille d'argent au Tournoi provincial d'improvisation  à St-Pascal de Kamouraska, il a été responsable de la mise sur pied en 1990 d'un cours d'art dramatique à l'école Marcel-Raymond.

### Amateur
De 1993 à ce jour, Réal Couture a assumé la direction artistique de la troupe du Théâtre de la Loutre qui a célébré ses 25 ans en 2018. À ce titre il a mis en scène une vingtaine de pièces de théâtre dont la comédie musicale «Les Nonnes» qui a été jouée en Suisse en 2013 .

## Implications

### Au Témiscamingue
Réal Couture a fait partie des fondateurs et préside la Corporation Augustin-Chénier, devenu Le Rift dans les années 2000, une salle de spectacle et un centre d'exposition, jusqu'en 1992. Il a également présidé à une dizaine de reprises le comité organisateur de la Biennale internationale d'art miniature de Ville-Marie. Il a également fait partie des membres fondateurs de l'hebdomadaire Le Reflet témiscamien en 1990 . 
Sa contribution à la promotion de la culture au Témiscamingue se traduit également par l'élaboration de la politique culturelle de la MRC de Témiscamingue, et la mise en place de la Commission culturelle du territoire pour laquelle il assume la présidence. De plus, il a participé à la création d'un siège culture au sein du Conseil d'administration de la Société de développement du Témiscamingue siège qu'il a lui-même occupé de 2001 à 2009.

### En Abitibi-Témiscamingue
M. Couture a siégé au CA du Conseil régional de développement de l'Abitibi-Témiscamingue (CRDAT) de 1993 à 2001. Il a contribué à l'organisation des États généraux sur l'éducation en 1996. Pendant ces mêmes années, 1993-2001, où il était également président du Conseil de la culture de l'Abitibi-Témiscamingue, il a œuvré à mettre en place le Fonds des Arts et des Lettres. Par la suite, il a successivement été membre du CA, président et vice-président du Théâtre du Tandem sur une période échelonnée de 2003 à 2013 .

### À l'échelle provinciale
Depuis 1997, Réal Couture a été impliqué au sein du CA de la Fédération québécoise du théâtre amateur (FQTA) où il a assumé la présidence entre 2012 et 2017 et la présidence du jury du Gala des Arlequins de 2008 à 2017. Sa collaboration à la création du gala des Arlequins en 2008 fait partie de ses faits d'armes . M. Couture a aussi été membre de différents jurys dans le cadre de festivals de théâtre à Victoriaville, dans les Hautes-Laurentides. Il a assumé la présidence du jury du Festival international de théâtre de Mont-Laurier . En 2015, Réal Couture a présidé les États généraux du théâtre amateur tenus à Beloeil les 13 et 14 juin. Dans le cadre de ces états généraux, des orientations ont été proposées telles valoriser le théâtre amateur et maintenir le Gala des Arlequins qui souligne le travail effectué par les troupes membres de la FQTA . 

### À l'échelle internationale
Dès le milieu des années 1990, l'implication de Réal Couture a commencé à rayonner à l'échelle internationale. Ainsi, il a participé à «Vivre le monde de la francophonie» de 1996 à 1999. La présentation en Guadeloupe de la pièce de théâtre « Léo à vélo » écrite par Gilles Vigneault et Marcel Sabourin en témoigne. Dans le cadre de ce projet, il avait participé, en 1998, à une rencontre, aux Gonaïves et à Port au Prince, en Haïti. Celle-ci s'adressait à diverses délégations de jeunes pour les inviter à participer au projet . 
En 2004, Réal Couture a représenté la Corporation de la salle Augustin-Chénier lors du vernissage au Musée de la miniature à Montélimar, en France, de l’exposition rétrospective des œuvres primées de 1992 à 2004 lors des différentes éditions de la Biennale Internationale d’Art Miniature de Ville-Marie. 
Couture a participé à la rencontre du Conseil international des fédérations de théâtre amateur (CIFTA) de langue latine à Monaco, en 2013 et en  Belgique en 2016.
À titre d’invité spécial, au Festival des Escholiers  d’Annecy, en France, en 2017, il a eu l’occasion de donner une conférence portant sur le théâtre amateur.
Plus récemment, il a occupé le siège de président du jury du Festival international de théâtre de la Tour, La Tour en scène, en Suisse, à la Tour-de- Peilz, en 2017.

## Prix et mentions
- Membre à vie de la Corporation de la salle Augustin-Chénier, (1992) [réf. souhaitée].
- Médaille commémorative du 125ième anniversaire de la Confédération du Canada (1992) [réf. souhaitée].
- Hommage aux éducateurs et éducatrices de la région lors de l’ouverture de l’université du Québec en Abitibi-Témiscamingue (1996) [réf. souhaitée].
- Médaille de bronze de la Société Nationale des Québécois et Québécoises de l’Abitibi-Témiscamingue (1999) [20].
- Médaille de bronze : ordre du mérite de la Fédération Québécoise  des Commissions Scolaires du Québec pour services rendus à l’éducation au Québec (2003) [réf. souhaitée].
- Prix d’honneur du citoyen de l’Abitibi-Témiscamingue (SNQ A-T  2004) [21].
- Étoile TVA pour son implication bénévole (2005) [réf. souhaitée].
- Membre à vie[22] du Conseil de la Culture de l’Abitibi-Témiscamingue (2005).
- Prix Guy-Beaulne [4], pour son implication exceptionnelle à la Fédération Québécoise du Théâtre Amateur[16] (2008).
- Clé de la ville de Ville-Marie pour son implication au sein de la communauté (2011)[réf. souhaitée].
- Médaille du jubilé de diamant d'Élisabeth II[23] pour sa contribution exceptionnelle au développement culturel de ma région (2013)
- Médaille de l’Assemblée nationale[24] en reconnaissance de sa contribution au développement culturel du Témiscamingue. (2016) [25]
- Remise d’un Arlequin pour reconnaître plus de 20 ans d’implication au sein de la Fédération Québécoise du Théâtre Amateur. (2017) [26]
- Lauréat du Prix du bénévolat en loisir et en sport Dollard-Morin 2021, du ministère de l'Éducation du Québec. (2021)